# ضربة قفوية

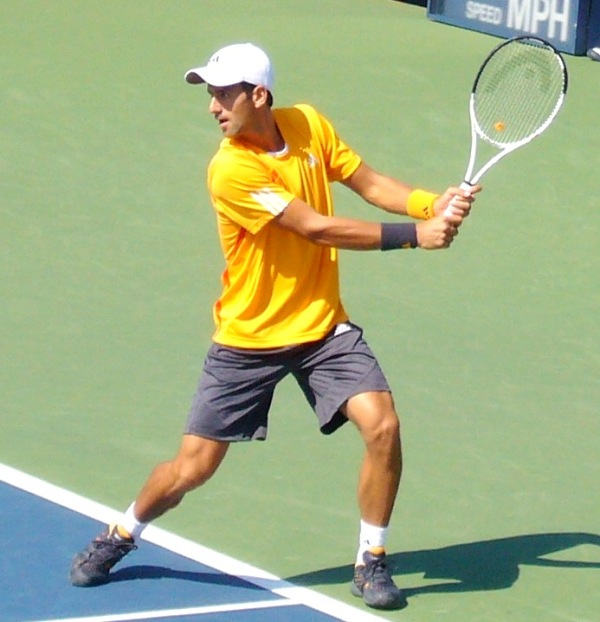
نوفاك دِيُوكوفِج يضرب بقفا يده في أمريكا المفتوحة 2009

الضربة القَفَوِيَّة أو القفوية فقط أو الضربة الخلفية هي ضربة مضرب تستخدم في معظم رياضات المضرب مثل كرة المضرب وكرة الطاولة والبكلبول، حيث يسبق قفا اليد راحتَها أو كفها عند أرجحة المضرب، أي يكون قفا اليد مواجهًا للكرة عند ضربها. يشير المصطلح إلى ضربة أرضية (حيث ترتد الكرة من الأرضية قبل أن تضرب) باستثناء قول رشق قفوي. تُعاكس الضربةَ الراحية حيث تسبق راحة اليد قفاها، أي يستخدم المصطلح أيضًا في رياضات أُخَر تحوي حركة مماثلة مثل رمي القرص.